# Andrew Jackson Smith
Pour les articles homonymes, voir Andrew Smith.
Andrew Jackson Smith (né le 28 avril 1815 dans le comté de Bucks, État de Pennsylvanie, et décédé le 30 janvier 1897 à Saint-Louis, État de Missouri) est un major général de l'Union. Il est enterré à Saint-Louis, État de Missouri.

## Avant la guerre
Andrew Jackson Smith est le fils d'un vétéran de la guerre d'indépendance des États-Unis, Samuel Smith qui a servi sous les ordres d'Andrew Jackson lors de la bataille de La Nouvelle-Orléans.
Il sort diplômé de West Point en 1854.
Il est breveté second lieutenant et est promu à ce grade le 1er juillet 1838 dans le 1st dragoons. À Carlisle Barracks en Pennsylvanie, il est affecté à des actions de recrutement. Il est ensuite affecté au Fort Leavenworth et au fort Gibson pour le service aux frontières.
Il participe aux guerres indiennes dans l'Oregon, notamment sous les ordres de Ulysses S. Grant et de William Tecumseh Sherman.
Il est promu premier lieutenant le 4 mars 1845. Il participe à la guerre américano-mexicaine. Il est promu capitaine le 16 février 1847.
De 1849 à 1861, il est affecté à différents postes sur la côte du Pacifique. En 1855-56, il participe à la guerre contre la tribu indienne des Rogue River.

## Guerre de Sécession
Andrew Jackson Smith est affecté au fort Walla Walla au déclenchement de la Guerre.
Il est promu commandant le 13 mai 1861. Il est affecté au 1st U.S. cavalry le 3 août 1861. Il est nommé colonel du 2nd California Cavalry Regiment le 2 octobre 1861. Le 3 novembre 1861, il démissionne de sa commission dans le service actif des volontaires pour devenir chef de la cavalerie du général Henry Wager Halleck,.
Il est nommé brigadier général des volontaires le 17 mars 1862. En décembre 1862, il commande l'une des quatre divisions de Sherman lors de la bataille de Chickasaw Bayou,.
Il commande une division lors de la bataille de l'Arkansas Post sous les ordres du général John Alexander McClernand. Le 1er mai 1863, alors qu'il commande une division du XIII corps, il est fortement engagé lors de la bataille de Port Gibson. Le 16 mai 1863, lors de la bataille de Champion Hill, il ne parvient pas à mener un assaut contre une brigade confédérée sur Raymond road ce qui a pour conséquence de permettre au général John C. Pemberton de battre en retraite au travers de Baker's Creek.
Le 22 mai 1863, il participe à l'assaut contre Vicksburg.
En mars 1864, il participe, sous les ordres du général Sherman, à l'expédition à Meridian. Le 13 mars 1864, il capture la fortification lors de la campagne de Red River appelée fort DeRussy.
Il est breveté colonel le 10 avril 1864 pour bravoure et service méritoire durant la bataille de Pleasant Hill. Il est promu lieutenant-colonel dans le 5th U.S. cavalry le 9 mai 1864.
Il est nommé major général des volontaires le 12 mai 1864. il remporte une victoire lors de la bataille de Tupelo en juillet 1864. À la tête de 14 000 hommes, il doit empêcher le général Nathan Bedford Forrest de conduire des raids à l'encontre des lignes de ravitaillement de l'Union pendant la campagne d'Atlanta. Il rencontre les 6 000 hommes de Forrest, renforcé par 2 000 hommes commandés par le général Stephen Dill Lee. Les troupes de l'Union repoussent plusieurs assauts confédérés occasionnant de lourdes pertes aux assaillants. Les troupes confédérées finissent par se replier sans avoir pu atteindre les lignes de ravitaillement du général Sherman. Les troupes de Smith, lors de cette bataille seront surnommées : « les tribus perdues d'Israël ».
À l'automne 1864, il poursuit les troupes du général Sterling Price au travers du Missouri. À l'issue, il retourne dans le Tennessee pour participer à la bataille de Nashville avec les troupes du général George Henry Thomas. Il joue un rôle primordial lors de la capture de Mobile le 12 avril 1865.
Le 13 mars 1865, il est breveté brigadier général pour bravoure et service méritoire durant la bataille de Tupelo et major général pour les mêmes motifs lors de la bataille de Nashville.

## Après la guerre
Il quitte le service actif des volontaires le 15 janvier 1866. Il est promu colonel dans le 7th U.S. cavalry le 28 juillet 1866.
Il démissionne le 6 mai 1869 pour devenir receveur des postes de Saint Louis,. De 1877 à 1889, il est auditeur de la ville de Saint Louis. La 22 janvier 1889, il obtient une retraite de colonel de cavalerie à compter du 5 janvier 1889.